# Yu Hyeong-won

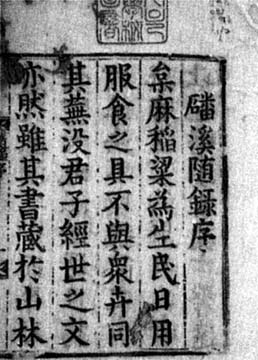
Une page de Yu Hyeong-won Bangye surok

Yu Hyeong-won, né le 21 janvier 1622 et mort le 19 mars 1673, est un homme politique et un confucianiste.

## Biographie
Yu Hyeong-won est né en 1622.

## Œuvres
- Bangyesurock(반계수록 磻溪隧錄)
- Bangyejip(반계집 磻溪集)
- Baekgyungsajam(백경사잠 百警四箴)
- Bangyeilgo(반계일고 磻溪一顧)
- Gunhyunje(군현제 郡縣制)
- Yigichongron(이기총론 理氣總論)
- Nanhakmulli(논학물리 論學物理)
- Gyungsulmundap(경설문답 經說問答)
- Jujachanyo(주자찬요 朱子纂要)
- Yeojiji(여지지 輿地志)
- Gunhyunjije(군현지제 郡縣之制)
- Gihaengilrok(기행일록 紀行日錄)
- Dongguksaksagangmokjorye(동국사강목조례 東國史綱目條例)
- Donggukyuksagibo(동국역사가고 東國歷史可考)
- Sokgangmokuibo(속강목의보 續綱目疑補)
- Dongsaguiseolbyun(동사괴설변 東史怪說辨)
- Mugyungsaseocho(무경사서초 武經四書抄)
- Gihyosinseojulhyo(기효신서절요 紀效新書節要)
- Chungeumjinam(정음지남 正音指南)
- Dojeongchuljip(도정절집 陶靖節集)
- Donggukmuncho(동국문초 東國文抄)
- Jungweowirack(중여위략 中與偉略)